# Culture du Venezuela

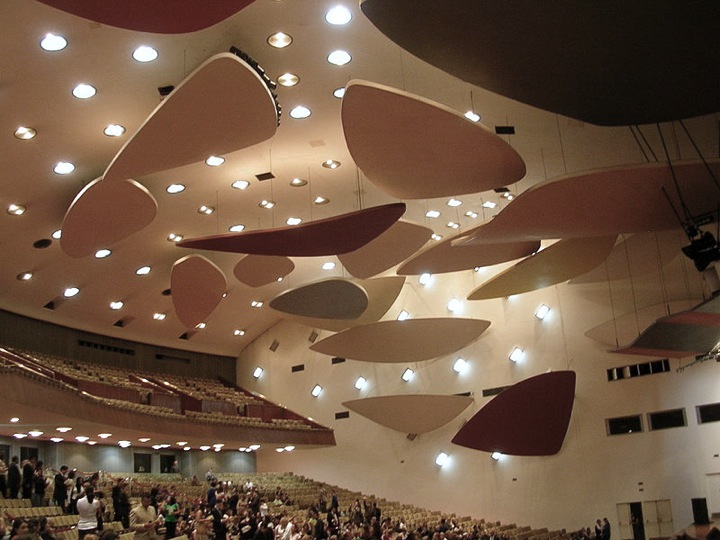
Las Nubes d'Alexander Calder (1953) dans le grand amphithéâtre de l'université centrale du Venezuela

La culture du Venezuela, pays d'Amérique du Sud façade atlantique, désigne d'abord les pratiques culturelles observables de ses habitants (population estimée à 2 000 000 vers 1880, à 10 000 000 vers 1968, et à 30 000 000 vers 2020).

## Langues et peuples
- Langues au Venezuela, Langues du Venezuela, espagnol (92 %), et près de 40 langues minoritaires, dont seul le wayuu est d'importance.
- Groupes ethniques au Venezuela, Peuples indigènes du Venezuela, Peuples indigènes d'Amérique du Sud
- Langues non indigènes : espagnol, portugais, italien, anglais, arabe, chinois, Portuñol, Alemán coloniero
- Pueblos originarios de Venezuela (es) (3 %), Cumanagotos, Hoti, Yanomami, Yecuana...
- Comisión Permanente de Pueblos Indígenas de la Asamblea Nacional de Venezuela (es)
- Universidad Indígena de Venezuela (es)
- Amérindiens dans la société latino-américaine au XXe siècle

## Traditions

### Religion
- Généralités
  - Anthropologie religieuse
  - Religion en Amérique latine
- Situation au Venezuela (estimation 2017), Religion au Venezuela
  - Christianisme (88-90 %)
    - Catholicisme (71-79 %)
    - Protestantisme (13-17 %)
      - Évangélisme, anglicanisme (église épiscopalienne)

    - Orthodoxies
    - Église de Jésus-Christ des saints des derniers jours (160 000 mormons)
    - Témoins de Jéhovah (147 680 fidèles)

  - Animisme et syncrétisme, dont Santeria à particularités orisha, chamanisme yanomani
  - Islam (1 000 000 musulmans),
  - Judaïsme (10 000 juifs)
  - Bouddhisme (50 000)
- Athéisme et agnosticisme (6-8 %)

- Histoire des Juifs au Venezuela (es)
- Antisémitisme au Venezuela, Histoire des Juifs en Amérique latine et aux Caraïbes
- Liberté de religion[1],[2],[3]

### Symboles
- Armoiries du Venezuela (1836)
- Drapeau du Venezuela (2006)

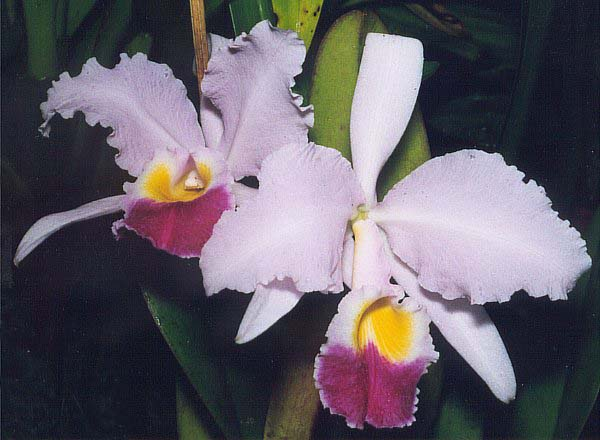
Cattleya trianae

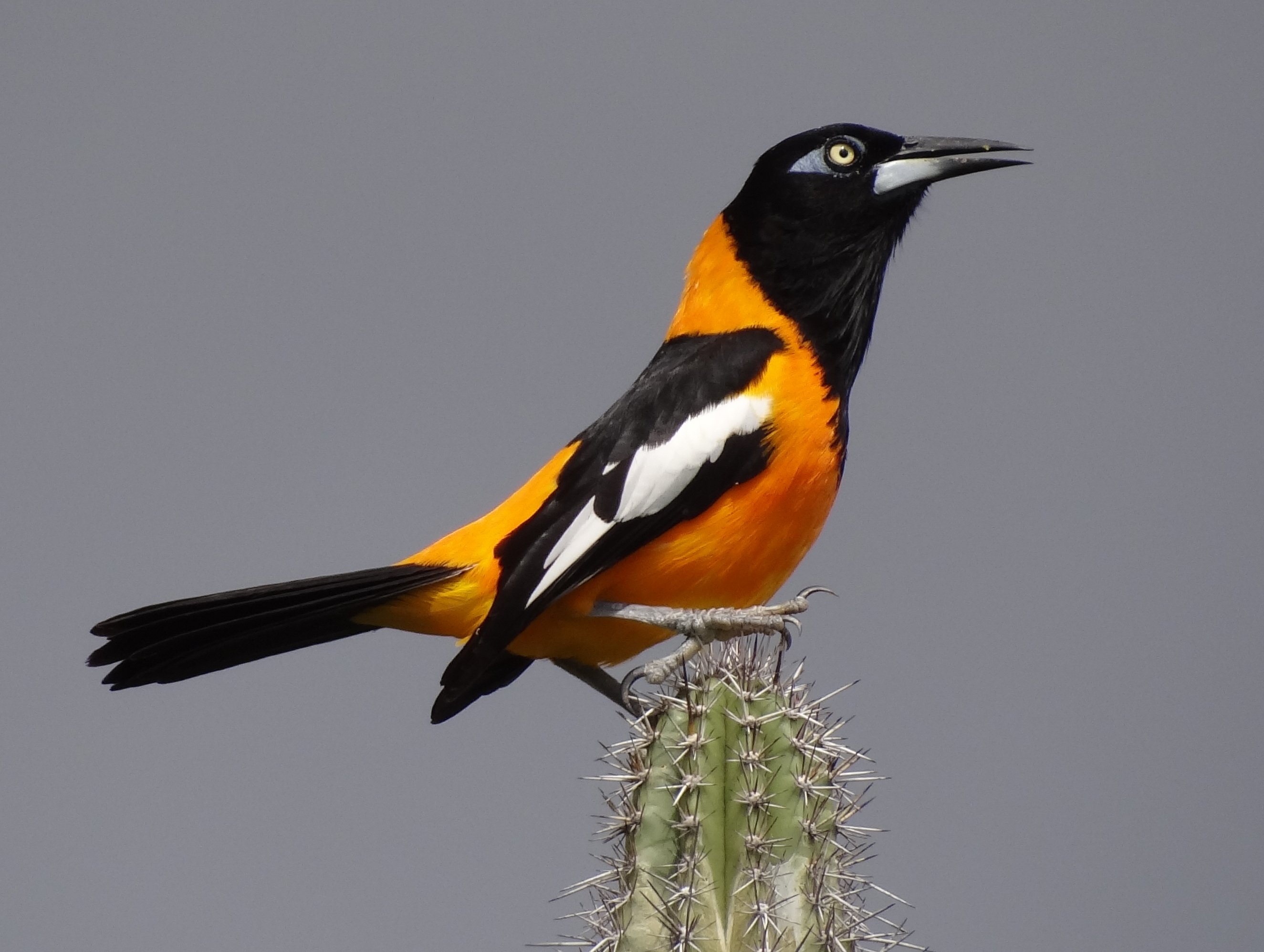
Icterus-Icterus

- Hymne national : Gloria al bravo pueblo (Hommage au peuple courageux !) (1881)
- Liste des drapeaux vénézuéliens (en), Liste des hymnes des états du Venezuela (en)
- Devise nationale : Dios y Federación (espagnol, Dieu et Fédération)
- Emblème végétal : Cattleya trianae
- Emblème animal : Oriole troupiale
- Saint patron (chrétien) par pays (en) : Notre-Dame de Coromoto
- Père de la Nation	: Simón Bolívar (1783-1830)
- Épopée nationale : Venezuela Heroica (1881, Eduardo Blanco (en) et Doña Bárbara (1929, Rómulo Gallegos)
- Couleurs nationales : jaune, bleu, rouge
- Plat national : Pabellón
- Poète national : Rómulo Gallegos (1892-1938), Andrés Eloy Blanco (1897-1955)

### Mythologies
- Mythologie Kali'na
- Mythologie chrétienne, Folk Catholicism (en), Mormon folklore (en)
- Religion populaire
- Fakelore

### Contes et légendes
- Légendes indiennes du Venezuela[4].

### Fêtes
- Jours fériés publics au Venezuela (en)
- Festivals au Venezuela :

## Société
- Démographie du Venezuela
- Richesse au Vénézuéla
- Immigration au Vénézuéla
- Diaspora bolivarienne
- Vénézuéliens
- Liste de Vénézuéliens (en)

### Groupes humains
- Peuples indigènes du Venezuela (en)
- Bolibourgeoisie, les nouveaux riches vénézuéliens
- La communauté noire au Venezuela[5]

### Éducation
- Éducation au Venezuela (en)
- Système éducatif du Venezuela (es)
- Liste d'écoles au Vénezuela
- Liste des universités au Venezuela (en)
- Académie vénézuélienne de la langue (es)
- Science et technologie au Venezuela (en)

### Droit
- Des droits de l'homme au Venezuela
- Droits de l'homme au Venezuela (en)
- Droits LGBT au Venezuela
- Criminalité au Venezuela (en)
- Trafic de drogue au Venezuela (en)
- Affaire Narcosobrinos
- Corruption au Venezuela (en)
- Crime et violence en Amérique latine (en)
- Prostitution au Venezuela
- Peine de mort au Venezuela (en) abolie en 1900

- Rapport Venezuela 2015 sur state.gov
- Rapport Venezuela 2015-2016 Amnesty International
- Rapport Venezuela 2016 sur hrw.org

### État
- Histoire du Venezuela
- Politique au Venezuela
- Liste de massacres au Venezuela (en)
- Liste de massacres au Venezuela (es)
- Défenseur du peuple (Venezuela)
- Consejo Moral Republicano (es)
- Communauté d'États latino-américains et caraïbes

### Société
- Sécurité sociale au Venezuela
- Emploi / chômage
- Coût de la vie[6] : en décembre 2017, le salaire mensuel moyen serait de 937 euros (contre 2900 en France).

## Arts de la table

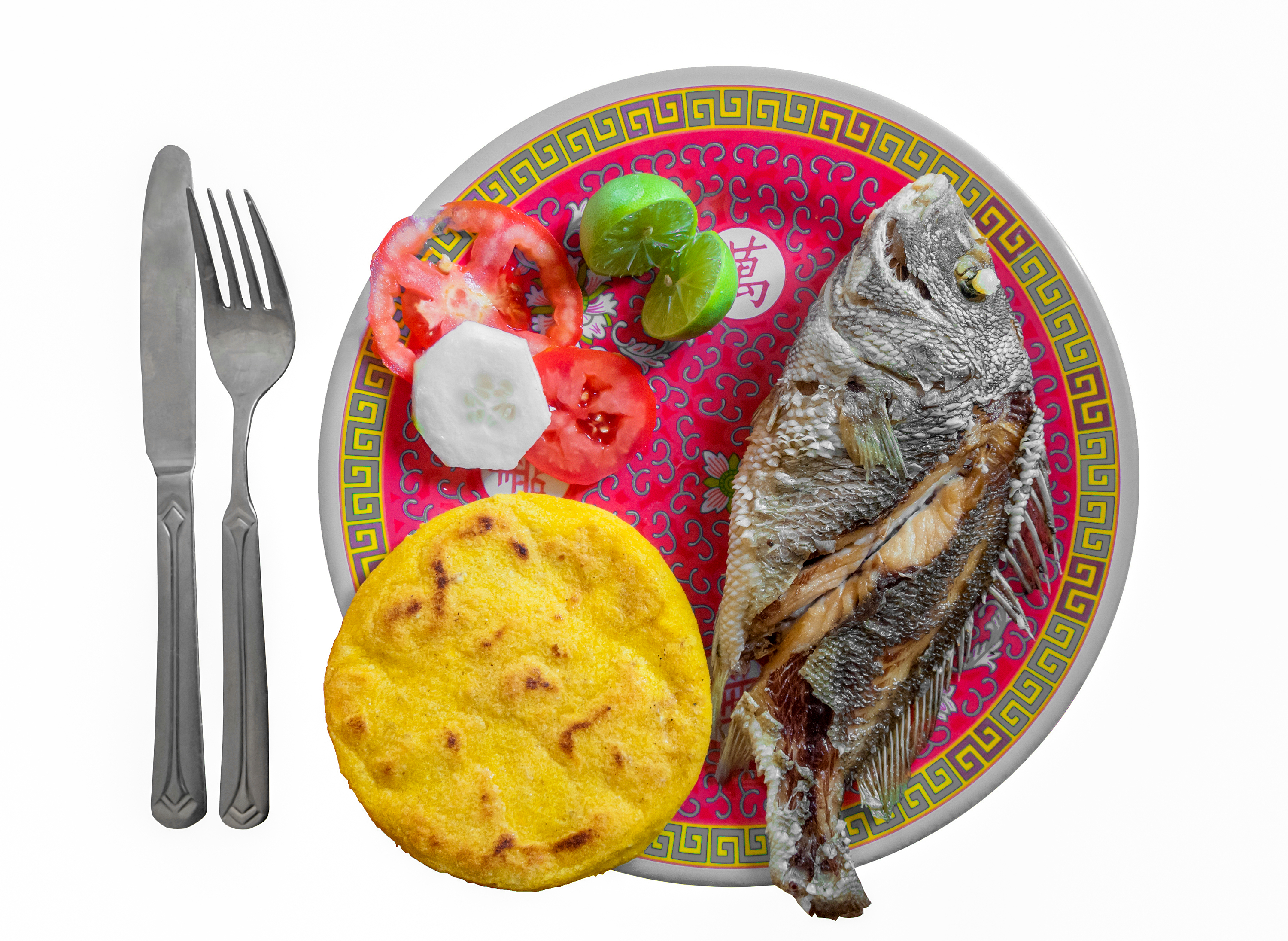
Corocoro frit accompagné d'arepas

### Cuisine vénézuélienne
La céréale la plus consommée est le riz. Vient ensuite le blé, utilisé pour le pain (y compris la baguette à la française, appelée canilla). La farine de maïs est particulièrement utilisée dans la arepa qui accompagne les plats (comme le pain) ou qui peut être fourrée. La Hallaca, est incontournable durant la période de Noël : il s'agit d'une pâte de maïs mélangée à de la viande en sauce avec des légumes cuite dans une feuille de bananier, dans le genre des tamales mexicains.
Le pan de jamón est également un plat typique de Noël. Ce pain au jambon est préparé, cette fois-ci, avec de la farine de blé.
Le plat le plus courant est le pabellón criollo fait de viande de bœuf en lanières, de riz, de haricots noirs et de bananes plantain frites.
Les desserts sont d'origine espagnole et dérivent de ceux préparés par les nonnes dans les couvents, comme le riz au lait ou le bienmesabe. Ce dernier a été adapté au pays en devenant un gâteau à la noix de coco.

### Boissons
- Merengada, boisson aux fruits mixés avec glaçons, du lait et beaucoup de sucre.
- Papelon con limon, boisson à la canne à sucre avec du citron
- Tizana, mélange de fruits coupés en petits morceaux avec le jus d'une orange
- Cocada, boisson de coco, du lait et sucre
- Chicha, boisson du riz, avec du lait, cannelle et lait condensé
- Ponche Crema, boisson avec du lait, des œufs, du rhum et du sucre.

## Santé et sport
- Espérance de vie : 74,08 ans (2012)
- Mortalité infantile : 20,62 pour 1 000 naissances (2012)
- Taux de mortalité : 5,20 décès pour 1 000 habitants (2012)
- Système de santé au Venezuela (en)
- Drogue au Venezuela, Drogues illicites
- Accès à l'eau potable au Venezuela (en)
- Avortement au Venezuela

### Activités physiques
- Baseball, Football
- Cyclisme, tennis de table, badminton, volley-ball, basket-ball, handball, boxe, judo, karaté, haltérophilie, musculation, athlétisme...

### Jeux populaires
- Coleo de toros (es), sorte de rodéo
- Bolas criollas (es), sorte de jeu de boules, comme la pétanque
- Tauromachie au Venezuela

### Sports
- Sport au Venezuela, Du sport au Venezuela, Deporte en Venezuela (es)
- Football, basket-ball, handball, baseball, volley-ball, rugby, cyclisme, athlétisme, tennis...
- Sportifs vénézuéliens, Sportives vénézuéliennes
- Venezuela aux Jeux olympiques
- Venezuela aux Jeux paralympiques
- Venezuela aux Deaflympics
- Venezuela aux Jeux sud-américains
- Venezuela aux Juegos Centroamericanos y del Caribe (es)
- Jeux panaméricains, Jeux bolivariens
- Sport en Amérique du sud (en)
- Jeux mondiaux

### Arts martiaux
- Liste des arts martiaux et sports de combat
- Boxe, Karaté, Judo
- Art martiaux au Venezuela (es)

## Média
- Médias au Venezuela, Des médias au Venezuela
- Télécommunications au Venezuela (en)
- Journalistes vénézuéliens
- Censure au Venezuela (es)[7],[8]
- Télécommunications au Venezuela (en)

### Presse écrite
- Liste de journaux au Venezuela

### Radio
- Liste de stations de radio au Venezuela (en)

### Télévision
- Liste des réseaux de télévision au Venezuela (en)
- Liste des telenovelas de Venevisión

### Internet (.ve)
- Internet au Venezuela (en)
- Sites web vénézuéliens[9]
- Blogueurs vénézuéliens[10]

## Littérature

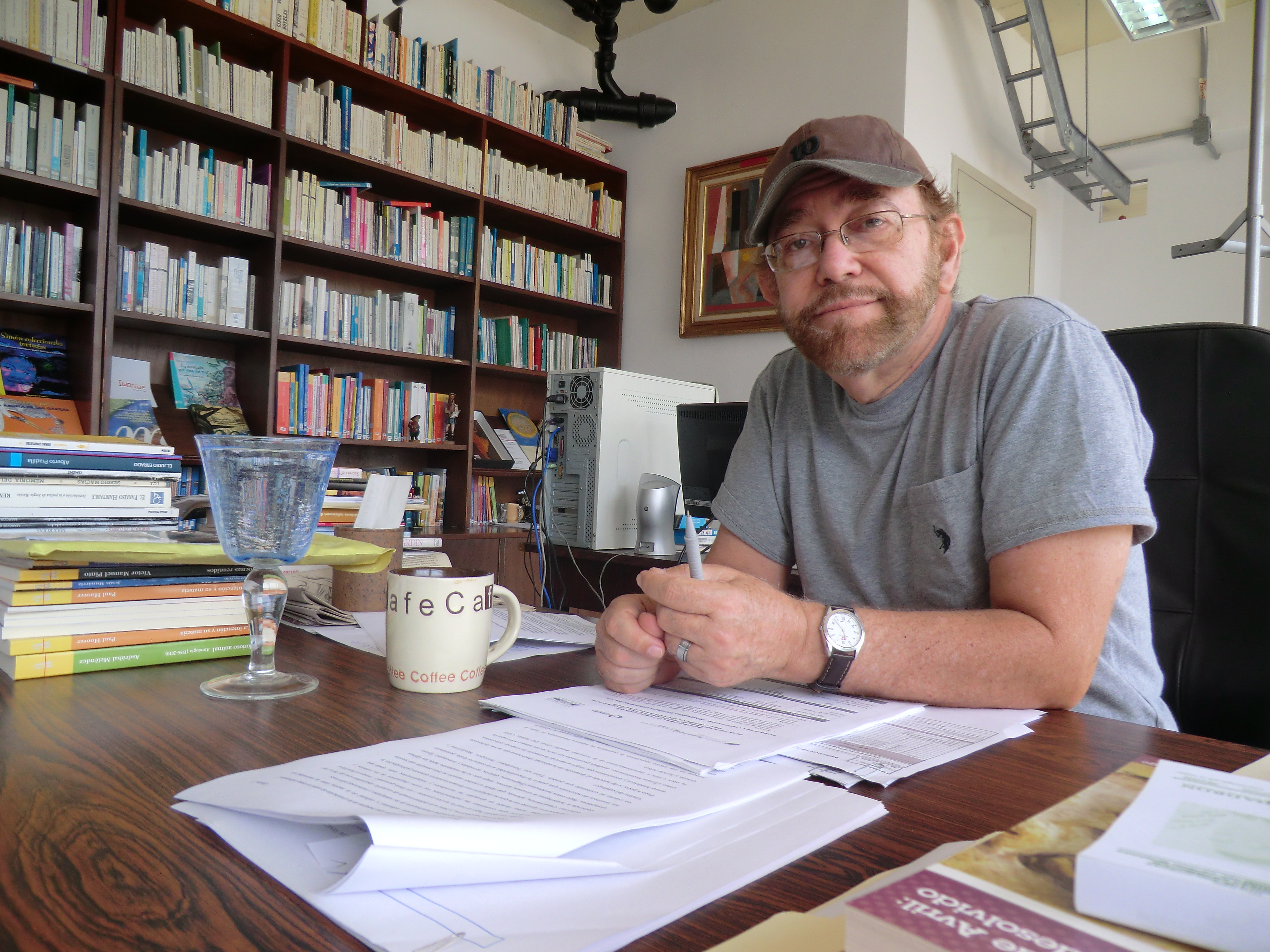
Carlos Noguera (2012)

- Littérature vénézuélienne, De la Littérature vénézuélienne
- Littérature latino-américaine
- Écrivains vénézuéliens
- Poètes vénézuéliens, Dramaturges vénézuéliens
- Essayistes vénézuéliens, Traducteurs vénézuéliens
- Romanciers vénézuéliens, Nouvellistes vénézuéliens
- Œuvres littéraires du Venezuela
- Revues littéraires du Venezuela
- Prix national de littérature du Venezuela
- Libro de Acuerdos de los Oficiales de la Real Hacienda de la Provincia de Venezuela (1535)
- El Orinoco ilustrado y defendido (1731)
- Archives générales de la nation du Venezuela (es) (1836)
- Colombie (bibliographie) (es) = archives de Francisco de Miranda (1750-1816)

## Artisanat
- Arts appliqués, Arts décoratifs, Arts mineurs, Artisanat d'art, Artisan(s), Trésor humain vivant, Maître d'art
- Artisanats par pays
- Artistes par pays

Les savoir-faire liés à l’artisanat traditionnel relèvent (pour partie) du patrimoine culturel immatériel de l'humanité. On parle désormais de trésor humain vivant.
Mais une grande partie des techniques artisanales ont régressé, ou disparu, dès le début de la colonisation, et plus encore avec la globalisation, sans qu'elles aient été suffisamment recensées et documentées.
- Artesanos de Venezuela
- Artisans[11]

## Arts visuels
- Arts visuels, Arts plastiques, Art brut, Art urbain
- Artistes par pays
- Liste d'artistes latino-américains (en)
- Art latino-américain
- Venezuelan art (en)
- Artistes vénézuéliens
- Artistes contemporains vénézuéliens
- Prix national d'arts plastiques du Venezuela
- Musées d'art au Venezuela, Jesús Soto Museum of Modern Art (en)

### Période précolombienne
- Civilisation précolombienne
- Art précolombien
- Taima-Taima, site archéologique

### Dessin
- Dessinateurs vénézuéliens
- Diseñadores de Venezuela
- Catégorie:Dibujantes de Venezuela
- Caricaturistas de Venezuela
- Bande dessinée au Vénézuéla
  - Jaimito (Comic venezolano)
- Litógrafos de Venezuela

### Peinture
- Peinture vénézuélienne
- Peintres vénézuéliens
- Premio Nacional de Pintura de Venezuela (es)

Dans l'histoire des arts plastiques du Venezuela, la peinture du XIXe, est non seulement prolifique, mais elle joue aussi un rôle essentiel pour les générations actuelles. Des peintres tels que Arturo Michelena, Cristóbal Rojas, Martín Tovar y Tovar, Antonio Herrera Toro, Juan Rodriguez et Juan Lovera ont laissé des œuvres d'une grande identité, pénétration et complexité pour les générations postérieures.

### Sculpture
- Sculpture, Catégorie:Sculpture par pays
- Sculpteurs vénézuéliens
- Premio Nacional de Escultura de Venezuela (es)

### Architecture
- Architecture au Venezuela
- Architectes vénézuéliens
- Premio Nacional de Arquitectura de Venezuela (es)
- Iberoamérica Arquitectura y Ciudad (es)
- Arquitectura de Venezuela (es)
- Arquitectura de Maracaibo (es)
- Las siete maravillas venezolanas (es)
- Hacienda
- Monument national au Venezuela
- Bâtiments et structures du Venezuela (es)

### Photographie
- Photographie au Venezuela
- Photographes vénézuéliens

## Arts de scène
- Spectacle vivant, Performance, Art sonore

- Arts de performance par pays
- Liste de festivals au Venezuela (en)
- Alliance française Caracas[12],[13],[14]

### Musique
- Catégorie:Musique par pays, Musique improvisée, Improvisation musicale
- Musique traditionnelle
- Musique amérindienne
- Musique vénézuélienne, Música de Venezuela (es)
- Musiciens vénézuéliens
- Chanteurs vénézuéliens
- Compositeurs vénézuéliens
- Sistema Nacional de Orquestas y Coros Juveniles e Infantiles de Venezuela
- Opéra au Venezuela (es)
- Orchestre symphonique Simón Bolívar, Orchestre symphonique de l'État de Mérida
- Teatro Municipal de Caracas (es)
- Joropo, Alma llanera

- Blues au Venezuela (es)
- Rock de Venezuela
- Hip hop de Venezuela

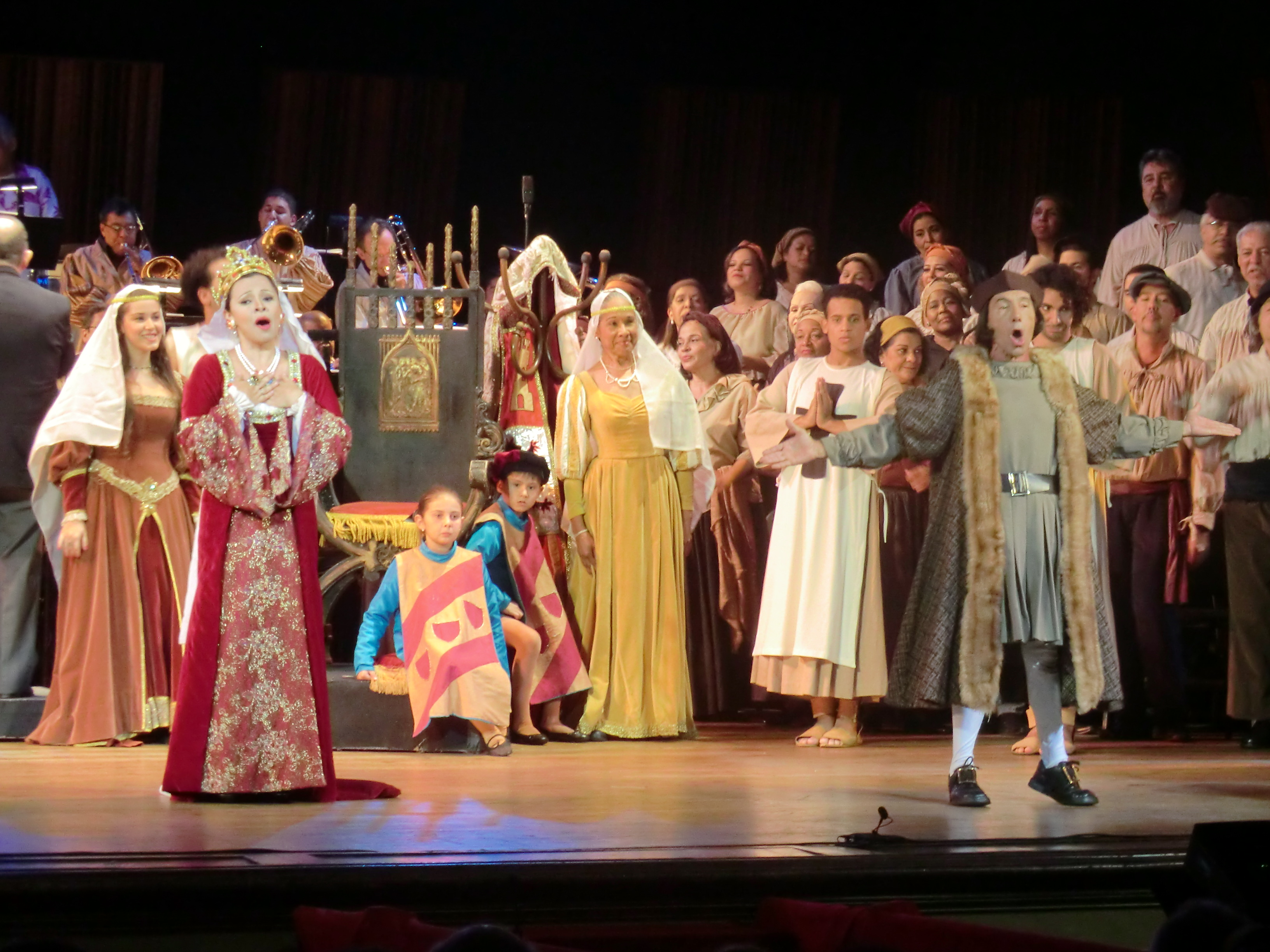
Los Martirios de Colón au théâtre municipal de Caracas (2013)

La musique du Venezuela est influencée par ses origines espagnoles, amérindiennes et africaines.
La culture autochtone est aujourd'hui présente dans la musique à travers certains instruments, entre autres le cameo, un tambour, et le botuto, une sorte de trompette. La culture espagnole a permis l'introduction des instruments comme la guitare, les instruments à cordes, les vents et différents types de percussions (différents des tambours indiens) et de nombreux genres populaires, dont le galerón, le corrido et la guaracha. La musique de la région des Llanos (música llanera), que l'on retrouve dans d'autres pays hispano-américains est un exemple de musique née à l'époque de la colonie espagnole.
La musique populaire dite d'origine afro-antillaise (basée sur la musique populaire espagnole de la Renaissance et des rythmes comme les sevillanas) est reine dans le cœur des Vénézuéliens. Le merengue, la cumbia et la salsa font danser et vibrer jeunes et moins jeunes dans l'ensemble du pays. Ces rythmes endiablés se sont frayé un chemin jusqu'au Venezuela, influençant les plus grands artistes contemporains du pays : Oscar D'León est sans conteste le plus connu des salseros dans le monde.
L'instrument national par excellence est le « cuatro », similaire a la guitare, mais plus petit et doté de quatre cordes ; d'une très particulière sonorité, il est la base musicale de tous les « conjuntos criollos », petits orchestres créoles (du pays), appelés aussi « conjuntos de harpa, cuatro y maracas », qui accompagnent les chanteurs de joropo, de valses criollos, de jotas margariteñas, de gaitas maracuchas (de Maracaibo), etc.
Depuis quelques années, le Venezuela a obtenu une notoriété mondiale grâce au système national d’orchestres symphoniques pour jeunes, avec plus de deux cent mille participants de tous les coins du pays et des quartiers les plus démunis ; ce système (El Sistema), fondé par Abreu, a démocratisé et popularisé l'amour pour la musique classique de tous les temps. Aujourd’hui, grand nombre de très jeunes virtuoses, chefs d’orchestre (Gustavo Dudamel par exemple) et musiciens sont très prisés dans les meilleures salles de concert du monde.
ElSistema se répand peu à peu, par exemple aux États-Unis dans la ville d'Atlanta où le bassoniste Dantès Rameau a lancé avec un succès fulgurant l'Atlanta Music Project, soutenu par la Municipalité, mais aussi par beaucoup de sponsors individuels et industriels (Coca Cola, AOL, etc.). Il est question également d'un essaimage en France(Toulouse).
Le célèbre violoniste français Jean-Luc Ponty a composé un morceau intitulé Caracas.
En novembre 2021, quelque 12 000 musiciens vénézuéliens ont interprété la Marche slave de Tchaïkovski pour tenter d’établir le record mondial Guinness du «plus grand orchestre du monde».

### Danse
- Danse au Venezuela (en)
- Premio Nacional de Danza de Venezuela (es)
- Danses traditionnelles : llora (es), las turas (es)
- Danses : joropo, tambor, polka vénézuélienne, valse vénézuélienne (es), merengue vénézuélienne (es)
- Coreógrafos de Venezuela
- Maestros de danza de Venezuela
- Bailarines de Venezuela
- Escuelas de danza de Caracas
- Teatro Alberto de Paz y Mateos (es)

### Théâtre
- Teatros de Venezuela :
- Teatro Baralt, Teatro Cajigal (es), Teatro Escena 8 (es), Teatro Juares (es), Teatrex (es), Teatro Ayacucho (es)
- Ateneo de Valencia (es), Ateneo de Coro (es)
- Dramaturges vénézuéliens
- Premio Nacional de Teatro de Venezuela (es)
- A 2.50 la Cuba libre (es) (1982)
- Centro de Investigación Artística Nueva Escena (es) (2003)
- Théâtre au Venezuela (es)

### Cinéma
- Cinéma vénézuélien, Du cinéma vénézuélien
- Films vénézuéliens, Liste de films vénézuéliens
- Réalisateurs vénézuéliens
- Scénaristes vénézuéliens
- Acteurs vénézuéliens
- Actrices vénézuéliennes
- Centro Nacional Autónomo de Cinematografía (en)

### Autres scènes: marionnettes, mime, pantomime, prestidigitation
Les arts mineurs de scène, arts de la rue, arts forains, cirque, théâtre de rue, spectacles de rue, arts pluridisciplinaires, performances manquent encore de documentation pour le pays…
Dans le domaine de la marionnette, on relève Arts de la marionnette au Venezuela sur le site de l'Union internationale de la marionnette (UNIMA).

### Autres
- Vidéo, Jeux vidéo, Art numérique, Art interactif
- Culture alternative, Culture underground

## Tourisme
- Tourisme au Venezuela, Du tourisme au Venezuela
- Attractions touristiques au Venezuela
- Conseils aux voyageurs pour le Venezuela
  - Canada international.gc.ca
  - CG Suisse eda.admin.ch
  - USA US travel.state.gov
- Venetur, organisme gouvernemental pour le tourisme

## Patrimoine

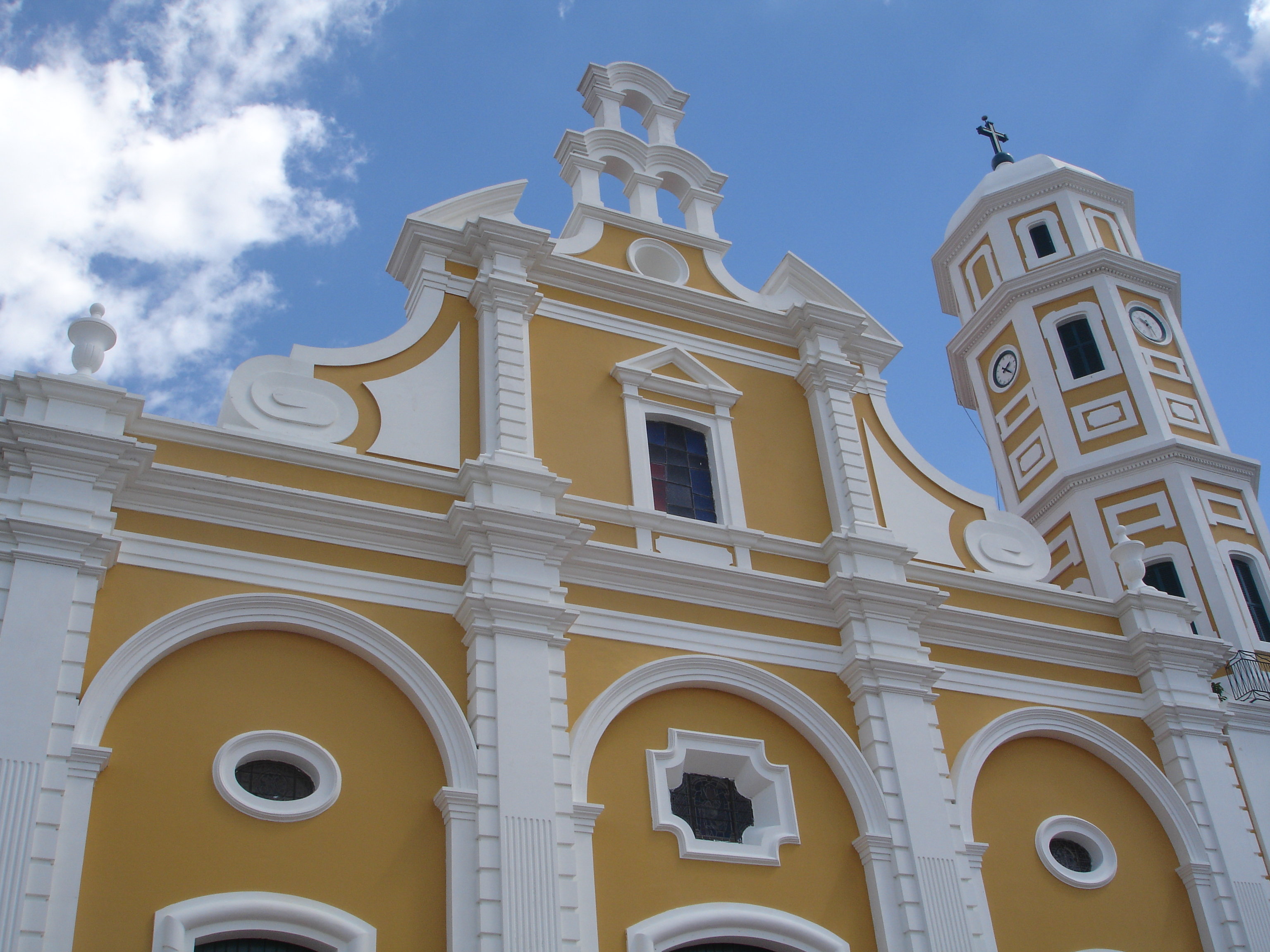
Cathédrale de Ciudad Bolivar

### Musées et autres institutions
- Liste de musées au Venezuela.

### Liste du Patrimoine mondial
Le programme Patrimoine mondial (UNESCO, 1971) a inscrit dans sa liste du Patrimoine mondial (au 12/01/2016) : Liste du patrimoine mondial au Venezuela.

### Liste représentative du patrimoine culturel immatériel de l’humanité
Le programme Patrimoine culturel immatériel (UNESCO, 2003) a inscrit dans sa liste représentative du patrimoine culturel immatériel de l’humanité (au 15/01/2016) :
- 2012 : les Diables danseurs du Corpus Christi du Venezuela[16],
- 2013 : la parranda de San Pedro de Guarenas et Guatire[17],
- 2014 : la tradition orale Mapoyo et ses points de référence symboliques dans leur territoire ancestral[18],
- 2015 : les connaissances et technologies traditionnelles liées à la culture et à la transformation de la curagua[19],
- 2016 : Le carnaval d’El Callao, représentation festive d’une mémoire et d’une identité culturelle[20]...

### Registre international Mémoire du monde
Le programme Mémoire du monde (UNESCO, 1992) a inscrit dans son registre international Mémoire du monde (au 15/01/2016) :
- 1997 : Archivo General de la Nacion - Ecrits du Libertador Simon Bolivar[21],
- 1997 : Collection de photographies latino-américaines du XIXe siècle[22],
- 2007 : Colombeia : Archives du Généralissime Don Francisco de Miranda[23].

### Filmographie
- (en) The Queen of the people : a documentary, film de Juan Andrés Bello, Microcinema International, Inc., San Francisco, CA, 2012, 1 h 05 min (DVD)
- (es) La parranda de San Pedro de Guarenas et Guatire, Fonds UNESCO du Patrimoine culturel immatériel de l'humanité, 2013, 10 min 55 s (DVD-Rom)